# اندیس باغک
باغک یک اندیس مصالح ساختمانی است که در حوالی شهر دماوند استان تهران قرار دارد و مادهٔ معدنی موجود در آن، گرانیت است.  